# Frankie Sullivan
Frankie Sullivan, właśc. Frankie M. Sullivan III (ur. 1 lutego 1955 w Chicago, Illinois) – amerykański muzyk, autor tekstów, gitarzysta, członek zespołu Survivor od momentu jego powstania (1977). Jest w ścisłej współpracy z Jimem Peterikiem, mimo tego, że ten drugi odszedł z zespołu. Razem napisali hity formacji, przede wszystkim „Eye of the Tiger” i „Burning Heart”, które znalazły się na soundtrackach do filmów Rocky III i Rocky IV.